# Site Cerutti Mastodon
Le site Cerutti Mastodon est un site paléontologique et possiblement archéologique situé dans le comté de San Diego, en Californie. En 2017, des chercheurs ont annoncé que les os de mastodontes brisés sur le site avaient été datés d'environ 130 700 ans. Étant donné que les os ont été trouvés avec des pierres rondes présentant une usure et des marques d'impact parmi les grains de sable autrement fin, la rupture intentionnelle des os par des représentants du genre Homo utilisant des pierres a été suggérée par les chercheurs. Si tel est le cas, leur arrivée dans les Amériques se serait produite à une époque beaucoup plus précoce que celle admise habituellement avec l'apparition de la culture Clovis.
Étant donné les différences substantielles entre ces théories et les résultats observables de Cerutti, certains chercheurs ont répondu avec scepticisme. Plusieurs critiques ont fait valoir que les preuves provenant du site n’excluaient pas définitivement la possibilité que les pavés aient pu être modifiés en raison de causes naturelles. D'autres critiques citent également le manque d'artefacts lithiques et de débris, généralement trouvés sur les sites associés à la fabrication d'outils lithiques, sur le site de Cerutti Mastodon. Les archéologues citent également le manque de preuves taphonomiques sur le site, preuves généralement nécessaires pour étayer les affirmations de culture matérielle.
Aucun os humain n'a été trouvé et les affirmations concernant les outils et le traitement des os ont été décrites comme « non plausibles ». Michael R. Waters a commenté que « pour démontrer une telle occupation précoce des Amériques nécessite la présence d'objets en pierre sans équivoque. Il n'y a pas d'outils en pierre sans équivoque associés aux os... ce site est probablement juste une localité paléontologique intéressante. ». Un autre article publié en 2017 par huit anthropologues, dont Tom Dillehay, David J. Meltzer, Richard Klein, Vance T. Holliday et Jon M. Erlandson, a souligné la grande quantité de bonnes pierres pour fabriquer des outils dans la région, affirmant que « l'absence des outils en pierre taillée au CML est accablant. » Selon eux, rien n'a encore été trouvé pour prouver qu'il y avait des hominidés dans les Amériques avant 50 000 ans.
Cependant, la découverte d’empreintes humaines vieilles de 23 000 ans, dans les White Sands, au Nouveau-Mexique, révélée par une étude dans le magazine Science du 23 septembre 2021, relance le débat, attestant d'une occupation de l'Amérique plus ancienne que la culture dite de Clovis. (voir aussi le paragraphe "Peuplement de l'Amérique", article Béringie).